# 棘皮动物

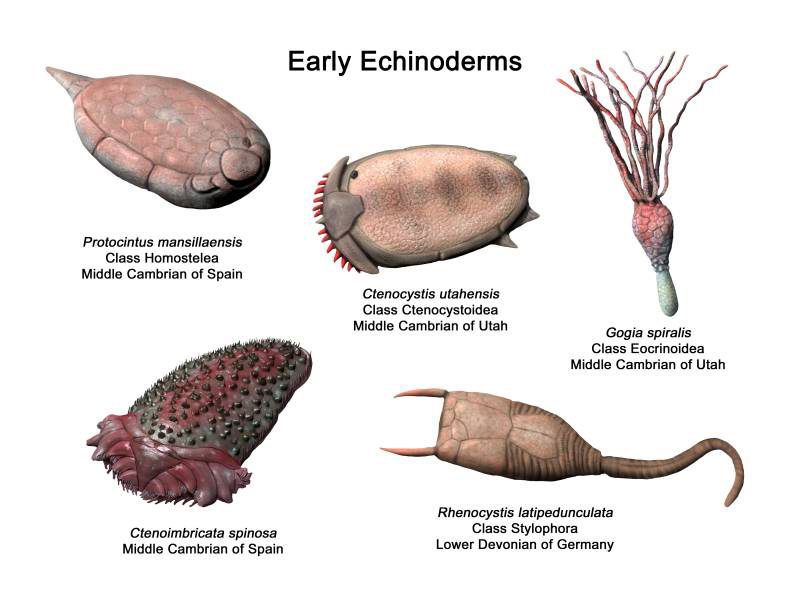
早期棘皮動物：
左上：原海筆（Protocinctus mansillaensis，海筆綱）
上中：櫛海林檎（Ctenocystis utahensis，櫛海林檎綱）
右上：戈格海百合（Gogia spiralis，始海百合綱）
左下：海櫛瓦（Ctenoimbricata spinosa）
右下：萊茵海果（Rhenocystis latipedunculata，海樁綱）

棘皮动物（英語：echinoderm）是棘皮动物门下所有两侧对称动物的统称，是一类海洋底栖無脊椎動物，特徵是真皮会形成微小碳酸钙（方解石）硬片隆起组成的内骨骼，而且成體会失去两侧对称而发展出辐射對稱（通常為五輻射對稱）。棘皮動物是海洋無脊椎動物中最大的一個類群，從潮間帶到深海帶，在幾乎所有深度的海床上都能找到；极少数棘皮动物甚至生活在里海和其他一些离海洋很近的咸水湖中，例如俄罗斯巴伦支海基里奇岛（Island of Kildin）的麦其里湖（Lake Mogilnoe）等。現存的棘皮動物包括海星、蛇尾、海膽、海參以及海百合，包含約7000種現存物種，是後口動物的第二大门（僅次於脊索動物）。
絕大多數棘皮動物類群出現於寒武紀初期。一種早期的棘皮動物海扁果擁有用於濾食的外鰓，與脊索動物和半索動物所擁有的外鰓類似。棘皮動物在生態學和地質學上都很重要。大多數棘皮動物能夠進行無性繁殖，並能再生組織、器官和肢體；在某些情況下，它們可以在僅剩殘肢的情況下再生。棘皮動物的骨板是許多石灰岩地層的主要組成部分，可以為地質環境提供有價值的線索。棘皮動物也是在19世紀和20世紀的再生研究中使用最多的物種。此外，一些科學家認為，棘皮動物的適應輻射是中生代海洋革命的原因。

## 分類與演化
與脊索動物和半索動物一樣，棘皮動物也是後口動物，而後口動物和原口動物則是兩側對稱動物的兩個主要分支。在後口動物胚胎發育的早期，胚孔會變為肛門，而原口動物的胚孔則會變為嘴。後口動物的口發育較晚，位於囊胚的另一端，與胚孔相對，兩者相連形成消化道。棘皮動物的幼蟲具有兩側對稱的特徵，但隨著變態發育的進行，它們的身體漸漸變為棘皮動物特有的輻射對稱形態，最為典型的是五輻射對稱。成年棘皮動物具有水管系統和鈣質內骨骼。水管系統包含外管足，而鈣質內骨骼則由骨板組成，由膠原纖維網連接。

### 系統發生樹
2014年的一項研究對所有類別棘皮動物的219個基因進行了分析，並給出了以下的系統發生樹。另一項2015年的研究則對所有類別棘皮動物中23個物種的RNA轉錄組進行了分析，而該項研究亦給出了相同的系統發生樹。
外部系統發生樹（mya=百萬年前）
|          | 脊索动物                                              |
| 525 mya  |                                                       |
| 步帶動物 | \| \| 棘皮動物 \| \| \| \| \| \| 半索動物 \| \| \| \| |
|          | \| \| 棘皮動物 \| \| \| \| \| \| 半索動物 \| \| \| \| |
|          | 棘皮動物                                              |
|          |                                                       |
|          | 半索動物                                              |
|          |                                                       |

|  | 棘皮動物 |
|  |          |
|  | 半索動物 |
|  |          |

|  | 蛻皮動物 |
|  |          |
|  | 螺旋動物 |
|  |          |

|          | 脊索动物                                              |
| 525 mya  |                                                       |
| 步帶動物 | \| \| 棘皮動物 \| \| \| \| \| \| 半索動物 \| \| \| \| |
|          | \| \| 棘皮動物 \| \| \| \| \| \| 半索動物 \| \| \| \| |
|          | 棘皮動物                                              |
|          |                                                       |
|          | 半索動物                                              |
|          |                                                       |

|  | 棘皮動物 |
|  |          |
|  | 半索動物 |
|  |          |

|  | 蛻皮動物 |
|  |          |
|  | 螺旋動物 |
|  |          |

|          | 脊索动物                                              |
| 525 mya  |                                                       |
| 步帶動物 | \| \| 棘皮動物 \| \| \| \| \| \| 半索動物 \| \| \| \| |
|          | \| \| 棘皮動物 \| \| \| \| \| \| 半索動物 \| \| \| \| |
|          | 棘皮動物                                              |
|          |                                                       |
|          | 半索動物                                              |
|          |                                                       |

|  | 棘皮動物 |
|  |          |
|  | 半索動物 |
|  |          |

|  | 蛻皮動物 |
|  |          |
|  | 螺旋動物 |
|  |          |

|          | 脊索动物                                              |
| 525 mya  |                                                       |
| 步帶動物 | \| \| 棘皮動物 \| \| \| \| \| \| 半索動物 \| \| \| \| |
|          | \| \| 棘皮動物 \| \| \| \| \| \| 半索動物 \| \| \| \| |
|          | 棘皮動物                                              |
|          |                                                       |
|          | 半索動物                                              |
|          |                                                       |

|  | 棘皮動物 |
|  |          |
|  | 半索動物 |
|  |          |

|  | 蛻皮動物 |
|  |          |
|  | 螺旋動物 |
|  |          |

內部系統發生樹
| 海參          |
| Holothuroidea |
| 海膽          |
| Echinoidea    |

| 蛇尾        |
| Ophiuroidea |
| 海星        |
| Asteroidea  |

| 海參          |
| Holothuroidea |
| 海膽          |
| Echinoidea    |

| 蛇尾        |
| Ophiuroidea |
| 海星        |
| Asteroidea  |

| 海參          |
| Holothuroidea |
| 海膽          |
| Echinoidea    |

| 蛇尾        |
| Ophiuroidea |
| 海星        |
| Asteroidea  |

| 海參          |
| Holothuroidea |
| 海膽          |
| Echinoidea    |

| 蛇尾        |
| Ophiuroidea |
| 海星        |
| Asteroidea  |

### 多樣性
現存的棘皮動物約有7000種，已滅絕的約有13000種。棲息地從潮間帶淺灘到深海都有。棘皮動物大致可分為兩類。一類較為擅長運動，包括海星（1745種）、蛇尾（2300種）、海膽（900種）和海參（1430種）；另一類則包括海百合（580種）以及已滅絕的海蕾和副海百合等。

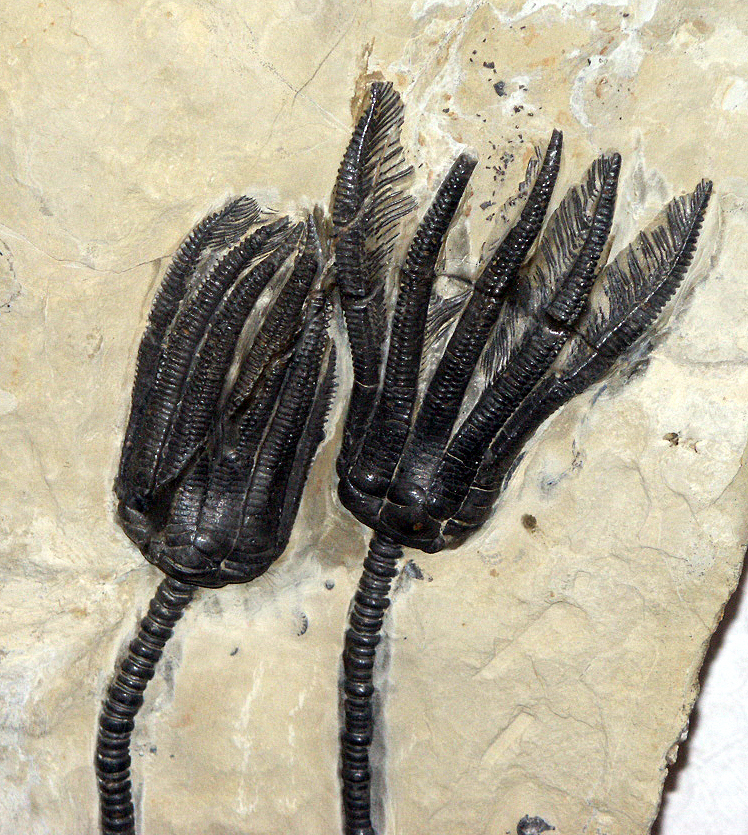
海百合化石

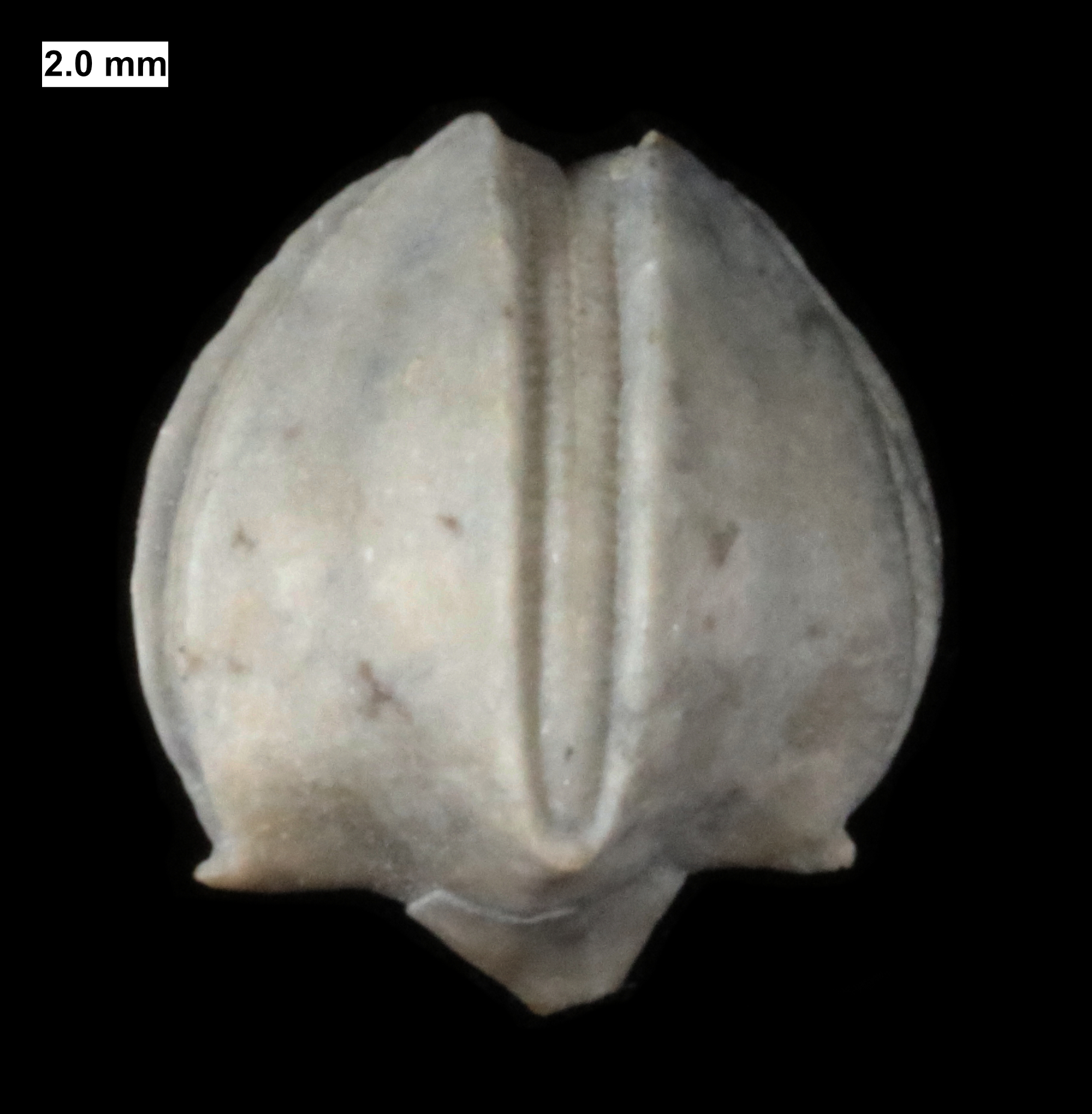
一種泥盆紀時期的海蕾，Hyperoblastus，於威斯康辛州發現

所有棘皮動物都是海洋生物，其中絕大多數屬於海底生物界。

### 化石歷史
已知的最古老的棘皮動物化石可能是來自澳大利亞前寒武紀的Arkarua。該物種呈圓盤狀，邊緣有放射狀的脊，中央有一個五角形的凹陷，上面有放射狀的線。然而，沒有證據顯示Arkarua體內具有水管系統，因此Arkarua不一定屬於棘皮動物。
一般意義上的棘皮動物出現在寒武紀，出現於奧陶紀的海星亞門與海百合是古生代的主要類群。棘皮動物留下了大量的化石記錄。據推測，棘皮動物的祖先是一種結構簡單的兩側對稱動物，有嘴、消化道和肛門，營附著生活，是濾食性動物。棘皮動物的幼蟲都是兩側對稱的，經變態發育成為輻射對稱。成年的海星和海百合仍然會附著在海床上。

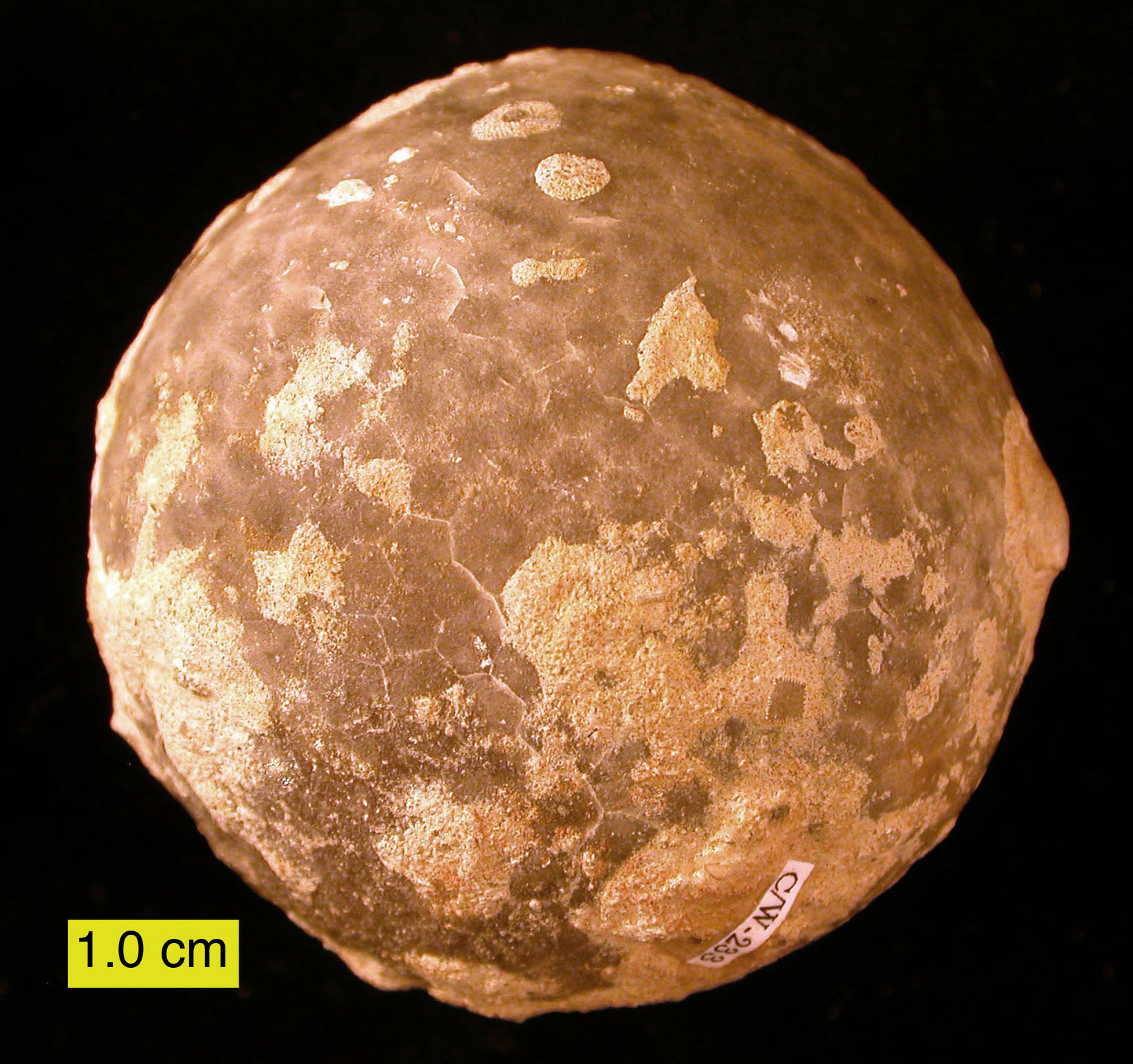
於愛沙尼亞東北發現的棘海林檎屬（Echinosphaerites，一種奧陶紀棘皮動物）化石

古生代棘皮動物呈球狀，附著於基質上，口面朝上。隨著演化，除海百合外的所有棘皮動物均變為口面向下，其管足也失去了進食功能，轉而承擔起運動功能。部分棘皮動物漸漸放棄附著生活，並發展出具有井骨的內骨骼盤和用於進食的外睫狀溝。棘皮動物化石的步帶溝向下延伸到身體的一側，兩側有腕，結構與現代海百合的羽枝十分類似。

## 解剖與生理
棘皮動物由兩側對稱的動物進化而來。成年的現生種棘皮動物大多呈五輻射對稱，而棘皮動物幼蟲則具有纖毛，可自由移動，看起來像胚胎期的脊索動物。隨著發育，棘皮動物的右側肢體漸漸退化消失，而左側肢體則發育為五輻射對稱狀。不過也有部分棘皮動物不是五輻射對稱。如：項鏈海星目中也有部分六腕海星，此外某些蛇尾也是六腕的，例如錦疣蛇尾（Ophiothala danae）、輻蛇尾等。
某些棘皮動物的腕數是五的倍數，如南極太陽海星擁有50腕，而許氏大羽花則有200腕。

## 再生

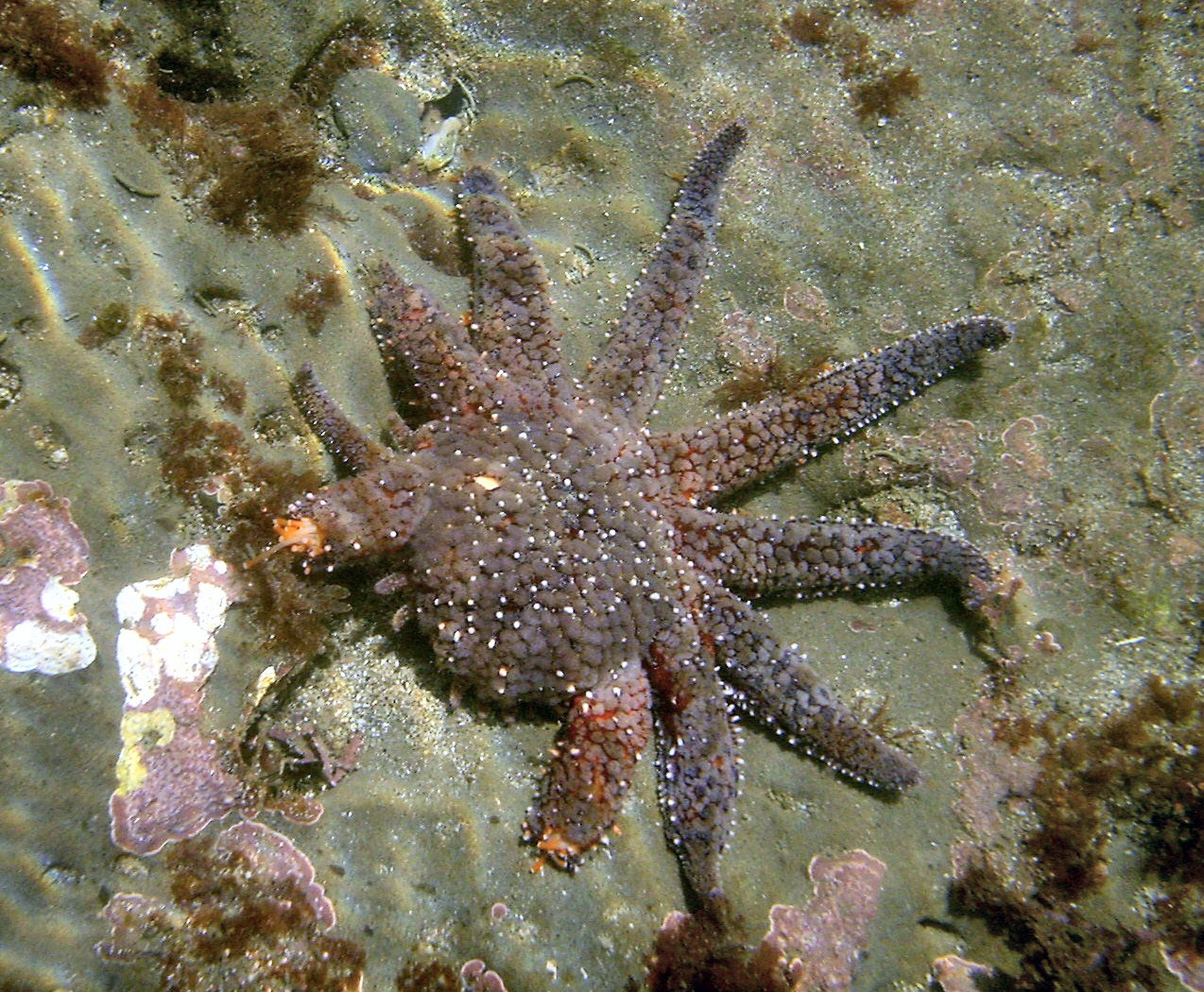
一隻正在再生腕的向日葵海星

棘皮動物的再生能力很強。許多棘皮動物為了逃生會自動斷腕或排出內臟，而這些器官之後又會再生。例如海膽的刺、海星和海百合的腕，以及海參的內臟。海參在感到威脅時會排出部分內臟，這些內臟要經過幾個月才能再生，在這段時間內，海參會以儲存的營養物質為生，並從水中吸收溶解的有機物。一般來說，海星的斷腕如果不包含與身體相連的部分就難以長成新的海星，但某些棘皮動物可以僅靠斷腕再生，一些棘皮動物甚至將此作為無性繁殖的方式。
棘皮動物的再生形式包括新建再生和變形再生。在新建再生的過程中，幹細胞形成芽體並生成新組織。變形再生則包括移動和重塑現有組織以取代丟失的部分。有時某些組織會直接分化轉移成另一種組織。
棘皮動物幼蟲在生長過程中不易受外界影響，這使得棘皮動物被廣泛用作發育生物學的模式生物。

## 分佈和棲息地
棘皮動物（尤其是海星和海參）的幼蟲能在洋流的幫助下到遠洋帶生活，這使得棘皮動物的分佈十分廣泛。它們幾乎可以在所有深度和緯度的海洋中找到，有時一片海域90%的生物都是棘皮動物。棘皮動物在珊瑚礁附近的多樣性是最高的，而淺灘上也有它們的身影。此外，海百合在極地最為豐富，而作為底棲和穴居生物的海參則在深海中十分常見。幾乎所有棘皮動物都是底棲動物，但有些海百合是假浮游生物，它們會附著在漂浮的圓木和碎片上。這種行為在古生代最為常見，當時還沒有藤壺等生物與其競爭。

## 生態
棘皮動物是一類數量眾多，體型較大的無脊椎動物，在海洋、底棲生態系統中發揮著重要作用。沙錢、海參和某些海星在挖掘巢穴的過程中攪起海底沉積物，使氧氣得以滲入海底更深層，有助於微生物消耗海底的營養物質，建立更複雜的生態系統。海膽、海星和蛇尾可以阻止珊瑚礁上的藻蓆生長，給濾食性生物提供生存條件，提高珊瑚礁的生物多樣性。某些海膽會鑽入堅硬的岩石，使其中的營養物質得到釋放。珊瑚礁亦會被海膽破壞，但其生長速度通常大於海膽的侵蝕速度。據估計，棘皮動物每年以碳酸鈣的形式儲存約1億噸碳，為全球碳循環做出了重要貢獻。
棘皮動物的數量有時會大幅波動，進而影響生態系統的穩定性。例如，1983年加勒比地區的石灰海膽大量死亡，導致珊瑚礁系統被藻類破壞。海膽是珊瑚礁上的主要食草動物之一，它們與藻類之間通常保持著平衡。但捕食者（如：水獺、海螯蝦和魚類）的減少會導致海膽增加，從而殃及海藻林。在大堡礁，以活珊瑚為食的棘冠海星數量一度驟增，對當地珊瑚礁的生物多樣性產生了相當大的影響。目前還不清楚棘冠海星為何會突然增加。
許多生物都以棘皮動物為食，如硬骨魚、鯊魚、絨鴨、海鷗、螃蟹、腹足類動物、海獺、北極狐和人類。某些較大的海星會以較小的海星為食，而海星大量的卵和幼蟲也為許多海洋生物所食。相較之下海百合的天敵並不多。某些寄生或共生生物會棲息於海參或海星的體腔內，包括部分魚、蟹、蠕蟲和蝸牛。

## 用途

### 食用和藥用

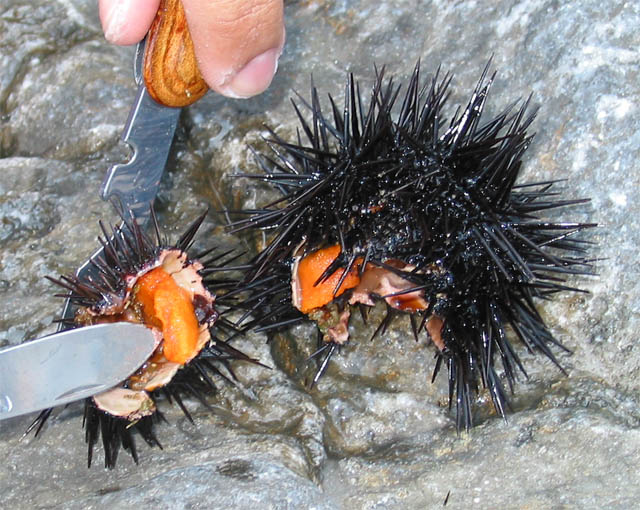
被切開的海膽

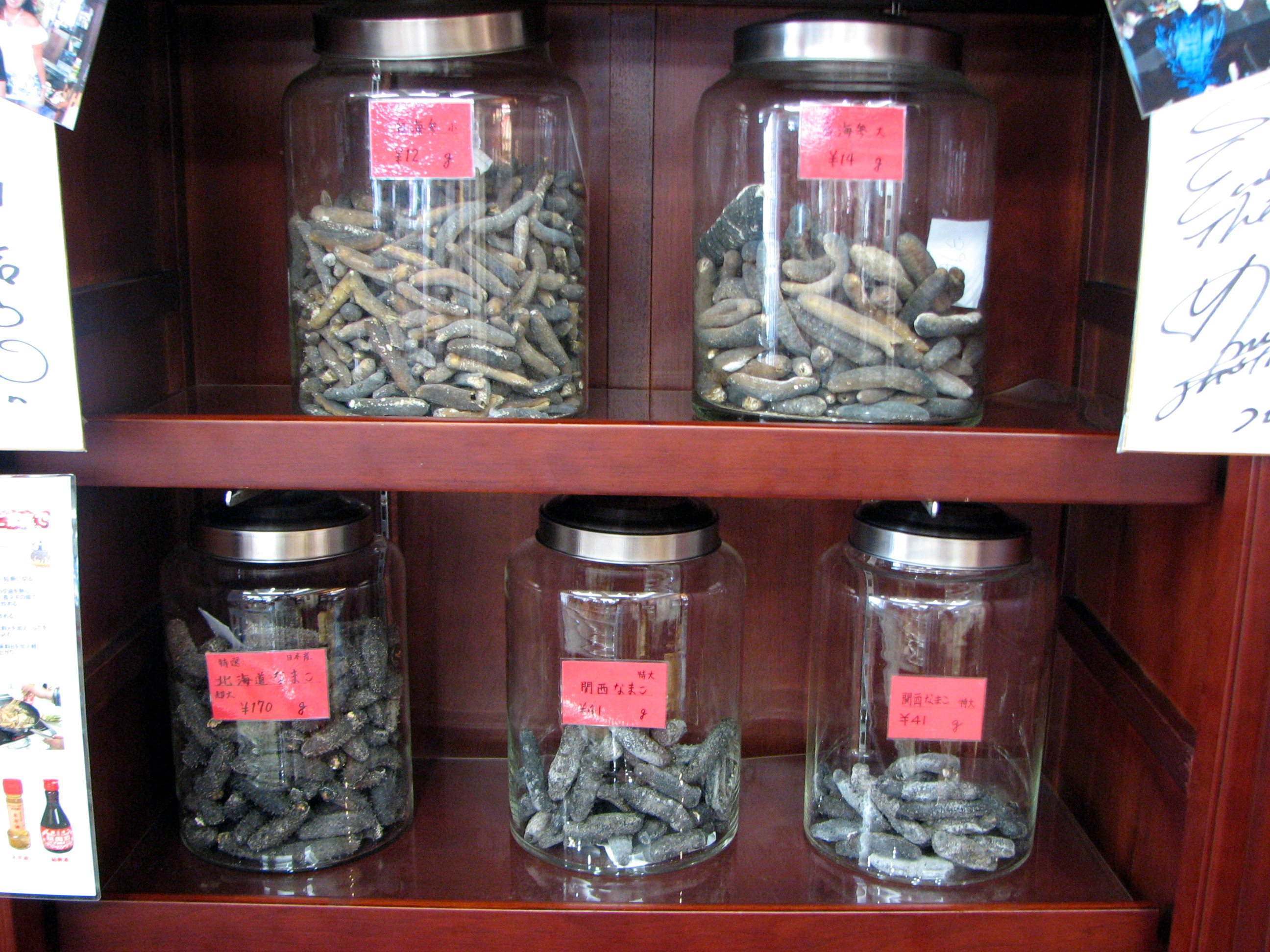
用作中藥的海參

2010年，中國捕獲了37.3萬噸棘皮動物，包括15.8萬噸海參和7.3萬噸海膽，主要用作食物與中藥。東南亞的一些國家也有食用海參的習慣，一些海參面臨著被過度捕撈的危險。常見的海參品種有梅花參和紅腹海參。烹飪海參的方法通常是先煮20分鐘，然後自然晾乾，再用火熏烤。海膽的雄性和雌性生殖腺也可食用，特別是日本、秘魯、西班牙和法國等國尤其愛吃海膽。海膽口感嫩滑，入口即化，嘗起來就像海鮮和水果的混合物。為防止海膽被過度捕撈，目前已開展了一些海膽養殖試驗。

### 科研用途
海膽亦可用於科研，特別是作為發育生物學和生態毒理學的模式生物。紫球海膽和大西洋紫海膽則可用於胚胎學研究。海膽卵體積大，透明度高，便於觀察受精。而研究蛇尾腕的再生則有助於治療神經退化障礙。

### 其他用途
在缺乏石灰岩的地區，農民將棘皮動物的骨骼作為石灰的來源，有些用於製造魚粉。每年有4000噸棘皮動物用於上述用途。這類型的貿易通常由貝類養殖戶，原因是他們會以魚當食物來源。此外，海星還可用作製造動物飼料、手工藝品、堆肥和乾燥的標本。